# 埼玉県道・茨城県道267号幸手境線

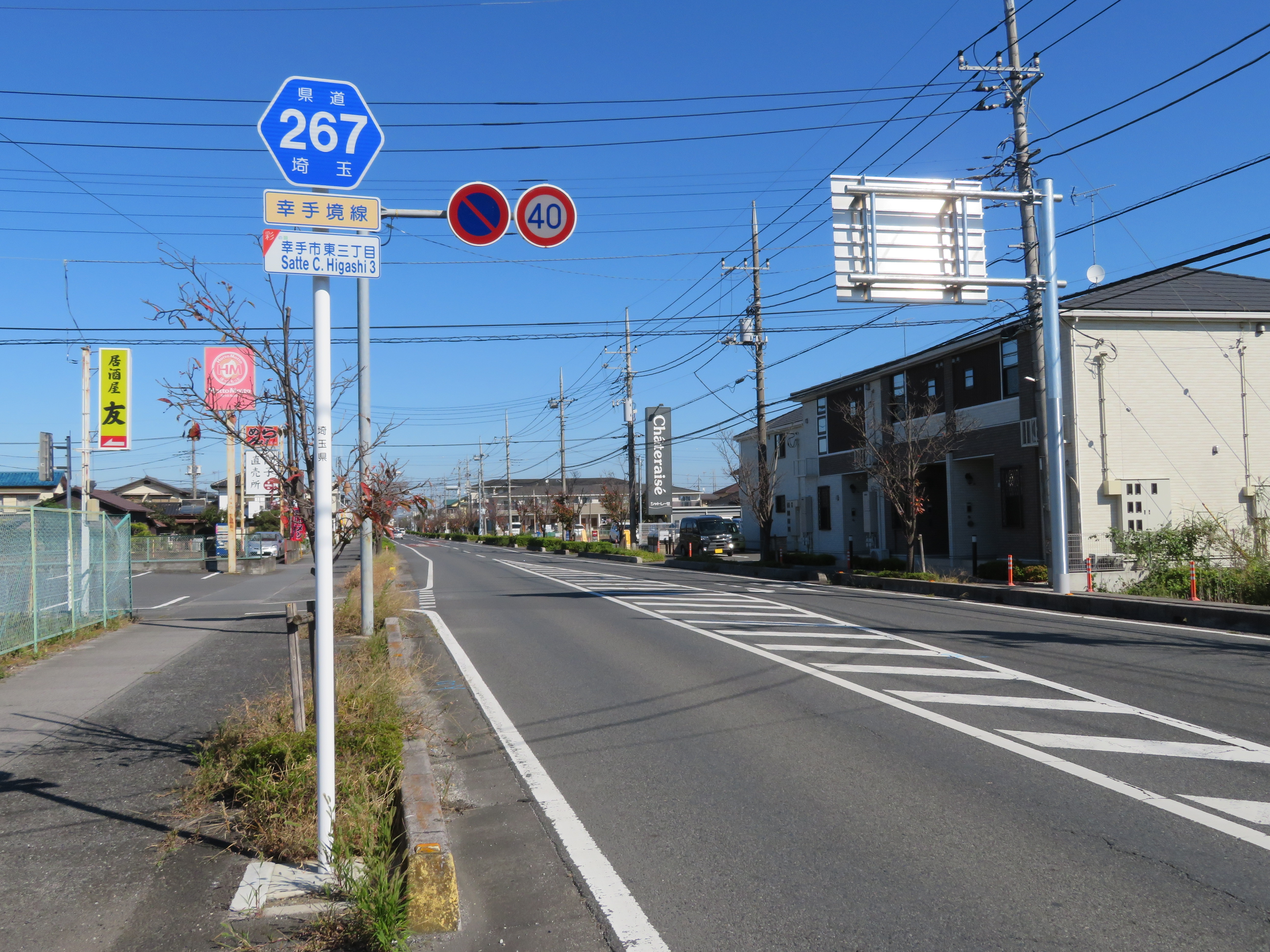
幸手市東三丁目付近

埼玉県道・茨城県道267号幸手境線（さいたまけんどう・いばらきけんどう267ごう さってさかいせん）は、埼玉県幸手市から茨城県猿島郡五霞町を経て、茨城県猿島郡境町までを結ぶ一般県道である。

## 概要
途中の利根川に橋が架けられておらず、河川敷内の区間が未供用、さらに茨城県猿島郡境町内の区間は通行不能になっているため、事実上は埼玉県幸手市と茨城県猿島郡五霞町とを結ぶ道路となっている。茨城県猿島郡五霞町内の交通の基幹道路であり、新4号国道から国道4号へ流入する車両や沿線の住宅からの通学者・工場への通勤者等で埼玉・茨城県境付近を中心に交通量は多いようである。全線にわたって歩道が未整備である。
なお、当路線においてはバイパス道路が整備され、埼玉県幸手市東から茨城県猿島郡五霞町元栗橋までの区間が供用されている。途中の埼玉・茨城県境を流れる中川には「令和橋」（上船渡橋の直近下流に架橋）として埼玉県によって架橋されている。ちなみに、このバイパス計画においても利根川に架橋することは予定されておらず、「幸手境線」という名前とは裏腹に、この道路のみを通って埼玉県幸手市と茨城県猿島郡境町を行き来することは将来にわたって不可能であり、実質は埼玉県幸手市と茨城県五霞町間の路線となっている。

### 路線データ
- 起点：埼玉県幸手市（中三丁目交差点 = 国道4号交点）
- 終点：茨城県猿島郡境町（塚崎地内 = 国道354号交点）[1]
- 総延長：7.039 km（埼玉県区間：0.785 km、茨城県区間：6.254 km[2]）
- 重用延長：*.* km（埼玉県区間：*.* km、茨城県区間：0.079 km[2]）
- 未供用延長：0.869 km（埼玉県区間：*.* km、茨城県区間：0.869 km[2]）
- 実延長：*.* km（埼玉県区間：*.* km、茨城県区間：5.306 km[2]）
- 自動車交通不能区間延長[注釈 1]：1.070 km（埼玉県区間：*.* km、茨城県区間：1.070 km[2]）

## 歴史
1959年（昭和34年）10月14日、新たな県道として埼玉県北葛飾郡幸手町を起点とし、茨城県猿島郡境町を終点とする区間を本路線とする県道幸手境線として茨城県が県道路線認定した1995年（平成7年）に整理番号267となり現在に至る。

### 年表
- 1959年（昭和34年）10月14日
  - 現在の路線が路線認定される（図面対象番号248）[3]。
  - 茨城県内の道路区域は、県界猿島郡五霞村大字冬木から猿島郡境町大字塚崎の主要地方道古河岩井線（現、国道354号）交点までと決定された[1]。
- 1995年（平成7年）3月30日：茨城県区間において、整理番号が整理番号304から現在の番号（整理番号267）に変更される[4]。
- 2000年（平成12年）12月25日：猿島郡五霞町大字元栗橋にてバイパスの一部区間（395 m）を指定し、供用開始する[5]。
- 2002年（平成14年）4月1日：猿島郡五霞町大字元栗橋の区間が、通行する車両の最大重量限度25トンの道路に指定される[6]。
- 2021年（令和3年）
  - 3月20日：バイパスの埼玉県幸手市東 - 茨城県五霞町元栗橋間 (1.8 km) が開通[7][8][9]。
  - 3月31日：バイパスに平行する猿島郡五霞町大字元栗橋地内の旧道が、移管により指定解除[10]。

### 旧道
- 埼玉県幸手市北二丁目（北二丁目交差点） - 北三丁目交差点 - 埼玉県幸手市北三丁目（県境：上船渡橋） - 茨城県猿島郡五霞町元栗橋（セブンイレブン五霞元栗橋店付近）

## 路線状況
道路法の規定に基づき、以下の区間は緊急輸送道路として機能を維持するため、災害発生時の被害拡大防止を目的に道路用地内に新たに電柱を建てることが制限されている。
- 猿島郡五霞町元栗橋（国道4号交差：消防署前交差点） - 猿島郡五霞町小福田（県道西関宿栗橋線交差）[11]

## 地理

### 交差する主な道路
- 埼玉県道371号下吉羽幸手線（埼玉県幸手市大字権現堂：幸手警察署（西）交差点）
- 新4号国道（春日部古河バイパス） （茨城県猿島郡五霞町大字元栗橋：消防署前交差点）
- 茨城県道268号西関宿栗橋線（茨城県猿島郡五霞町大字小福田）
- 茨城県道268号西関宿栗橋線（茨城県猿島郡五霞町大字江川）

### 沿道の施設等
埼玉県幸手市
- 幸手郵便局（幸手市東二丁目）

茨城県五霞町

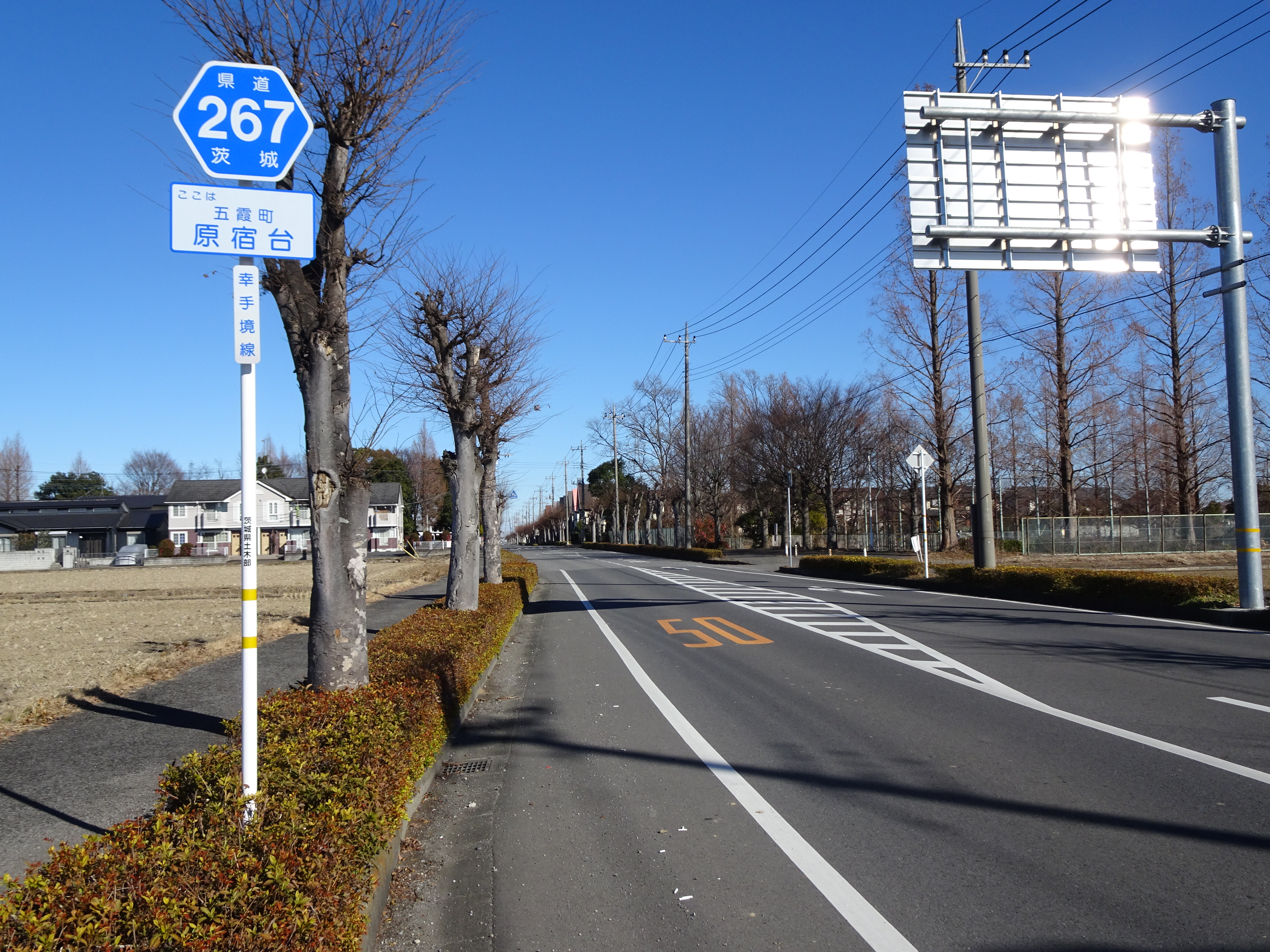
五霞町原宿台付近

- 五霞原宿台郵便局（猿島郡五霞町原宿台四丁目）
- 茨城西南地方広域市町村圏事務組合消防本部古河消防署五霞分署（猿島郡五霞町大字元栗橋）
- 東昌寺（猿島郡五霞町大字山王山）

### 交差する河川
- 権現堂川用水路（あづま橋）
- 中川（旧道 上船渡橋・バイパス 令和橋）

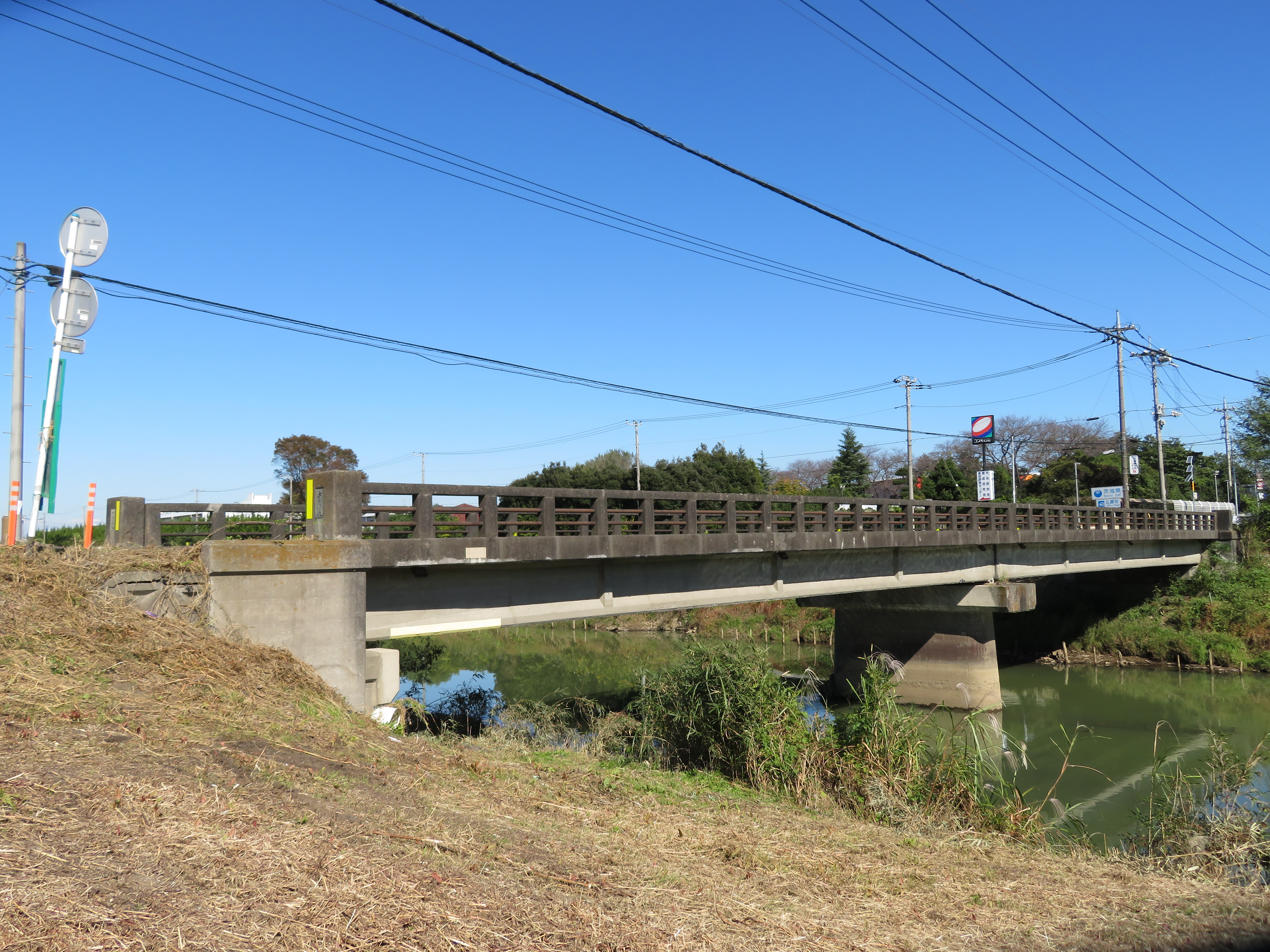
上船渡橋（旧道）
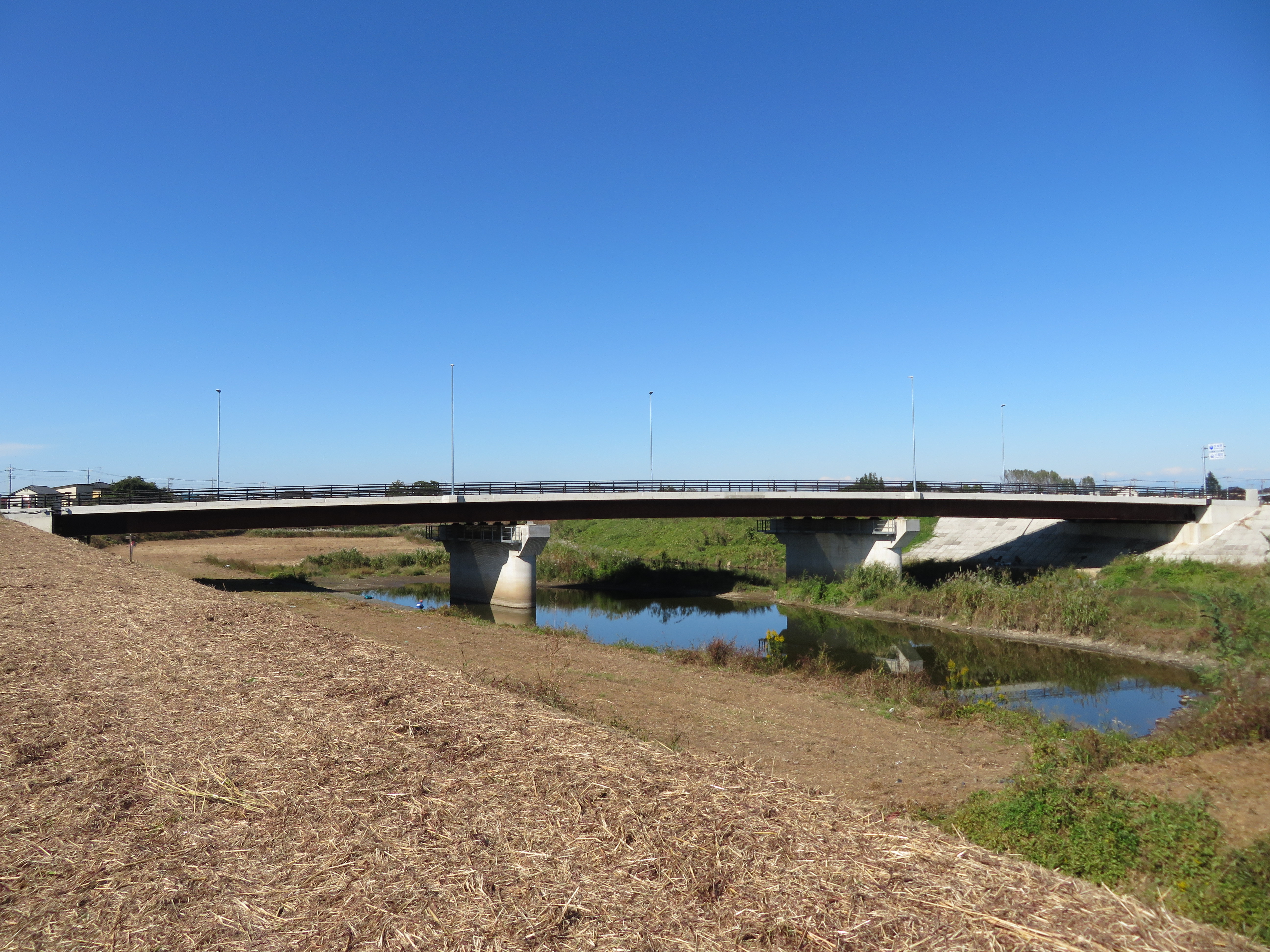
令和橋